# حزب خلق (سوریه)
حزب خلق سوریه (به عربی: حزب الشعب في الجمهورية العربية السورية) از احزاب سیاسی سوریه که در دوران جنگ جهانی دوم تا حوالی سال ۱۹۶۳ تأثیر زیادی بر سیاست این کشور گذاشت. در سال ۱۹۴۶ پس از خروج نیروهای فرانسوی از سوریه رهبران این حزب (رشدی کخیا و ناظم قدسی) تصمیم به تأسیس آن گرفتند.